# Rind
En la mitología nórdica, Rind o Rindr es una giganta que vive en Vestsalir y dio a Odín un hijo llamado Vali el cual sería el encargado de vengar la muerte de Baldr, según es relatado en Baldrs draumar, Edda poética.
Es mencionada también en Gesta Danorum, una obra evemerista escrita desde una óptica cristiana donde las figuras mitológicas se ven muy tergiversadas. En este texto es llamada Rinda y era hija del rey de los rutenos. Engendra a Bous, que es el nombre de Vali en este texto, tras ser engañada con hechizos por Odín.
Rindr (nórdico antiguo) o Rinda (en latín) (a veces anglicanizado Rind) es una figura femenina en la mitología nórdica, descrita alternativamente como una giganta o una princesa humana del este. Fue embarazada por Odin y dio a luz al vengador de la muerte de Baldr, en las fuentes nórdicas antiguas, Váli.
La Edda en prosa de Snorri Sturluson se refiere a Rindr como la madre de Váli y una de las ásynjur (diosas). El relato más detallado se encuentra en el Libro III de la Gesta Danorum, escrita por Saxo Grammaticus a principios del siglo XIII. Allí se llama Rinda y es la hija del rey de los rutenos. Después de la muerte de Balder, Odin consultó a los videntes sobre cómo vengarse. Siguiendo su consejo, Odin fue a los rutenos disfrazado de guerrero llamado Roster. Allí fue rechazado dos veces por Rinda. Entonces escribió runas en un trozo de corteza y la tocó con él, haciendo que se volviera loca, luego se disfrazó como una curandera llamada Wecha, a quien se le permitió verla. Finalmente cayó enferma; Odin disfrazado dijo entonces que tenía un medicamento con el que curarla, pero que provocaría una reacción violenta. Siguiendo el consejo de la supuesta curandera, el rey ató a Rinda a su cama y Odin así procedió a violarla. De la violación nació Váli, quien luego vengaría a Balder.
La violación de Rindr por Odin se describe una vez fuera de la Gesta Danorum, en una línea de la estrofa 3 de Sigurðardrápa, un poema de Kormákr Ögmundarson que alaba a Sigurðr Hlaðajarl, quien gobernó alrededor de Trondheim a mediados del siglo X. Como otros poemas de alabanza similares, generalmente se asume que es genuino y no una composición pseudohistórica posterior. El verso de Kormákr contiene la declaración: "seið Yggr til Rindar" (Yggr [Óðinn]? Rindr encantado), que denota la violación mágica de Rindr por Odin con el verbo síða. Esto sugiere que Kormakr pensó que la magia conocida como seidr era parte integral de la violación de Rindr por parte de Odin, y es una evidencia importante de la asociación de Odin con este tipo de magia. Otro pasaje que puede referirse al mismo evento está en el verso 6 del poema édico "Grógaldr": "þann gól Rindi Rani" (ese [encanto] que Rani cantó a Rindr).
El nombre de Rindr aparece en varios versos escáldicos y en "Baldrs draumar", donde la aliteración sugiere que originalmente pudo haber sido Vrindr; la etimología sigue siendo incierta, pero puede haber una conexión con el topónimo sueco Vrinnevi o Vrinnevid, cerca de Norrköping.